# Daniela Bleymehl
Daniela Bleymehl (nacida como Daniela Sämmler, Essen, RFA, 6 de agosto de 1988) es una deportista alemana que compite en triatlón. Ganó dos medallas en el Campeonato Europeo de Ironman, bronce en 2016, y oro en 2022.

## Palmarés internacional
| Campeonato Europeo | Campeonato Europeo   | Campeonato Europeo | Campeonato Europeo |
| Año                | Lugar                | Medalla            | Prueba             |
| ------------------ | -------------------- | ------------------ | ------------------ |
| 2016               | Fráncfort (Alemania) | Medalla de bronce  | Individual         |
| 2022               | Fráncfort (Alemania) | Medalla de oro     | Individual         |